# Río Corneja
El río Corneja es un río del suroeste de Ávila, afluente del río Tormes que riega el valle de su mismo nombre (Valle del Corneja) ambos toman su nombre de la Gens Cornelia, cuyos miembros conquistaron Hispania o la península Ibérica. La superficie de la cuenca es de unas 40 000 ha.

## Geografía
Tiene sus fuentes en las inmediaciones del cerro del Santo (2294 m), junto a los restos de una antigua ermita erigida en honor de San Martín de Tours, en la vertiente meridional del macizo de La Serrota (Villafranca de la Sierra), y vierte sus aguas, después de recorrer 40 kilómetros, en el Tormes (río de tormos o de grandes piedras) por su margen derecha, en el límite provincial con Salamanca, dentro del término municipal de Navamorales (Salamanca) en su margen derecha y La Horcajada (Ávila) en su margen izquierda. 
La climatología en su nacimiento es de carácter continental extremado, como corresponde a la situación geográfica del macizo y a la altitud sobre el nivel del mar (entre 2294 y 2000 m). El paisaje en esta zona presenta la característica erosión originada por el glaciarismo cuaternario, aunque no se evidencian morrenas, al contrario que en la vertiente septentrional. 
Por su margen derecha recolecta las aguas del arroyo de la Cruz del Valle, proveniente de Peña Pajarita. Con un caudal ya considerable fluyen las aguas por las Chorreras, un lugar digno de visita, con unas admirables cascadas perfectamente conservadas. Después pasa junto al primer lugar habitado: Garganta de los Hornos (popularmente conocida como La Aldea), donde se hallan los primeros molinos harineros. 
Desde su nacimiento hasta un puente recientemente reconstruido, aproximadamente un kilómetro aguas abajo de La Aldea, el río está acotado para la práctica de la pesca deportiva y constituye una de las reservas más importantes de trucha común a esa latitud.

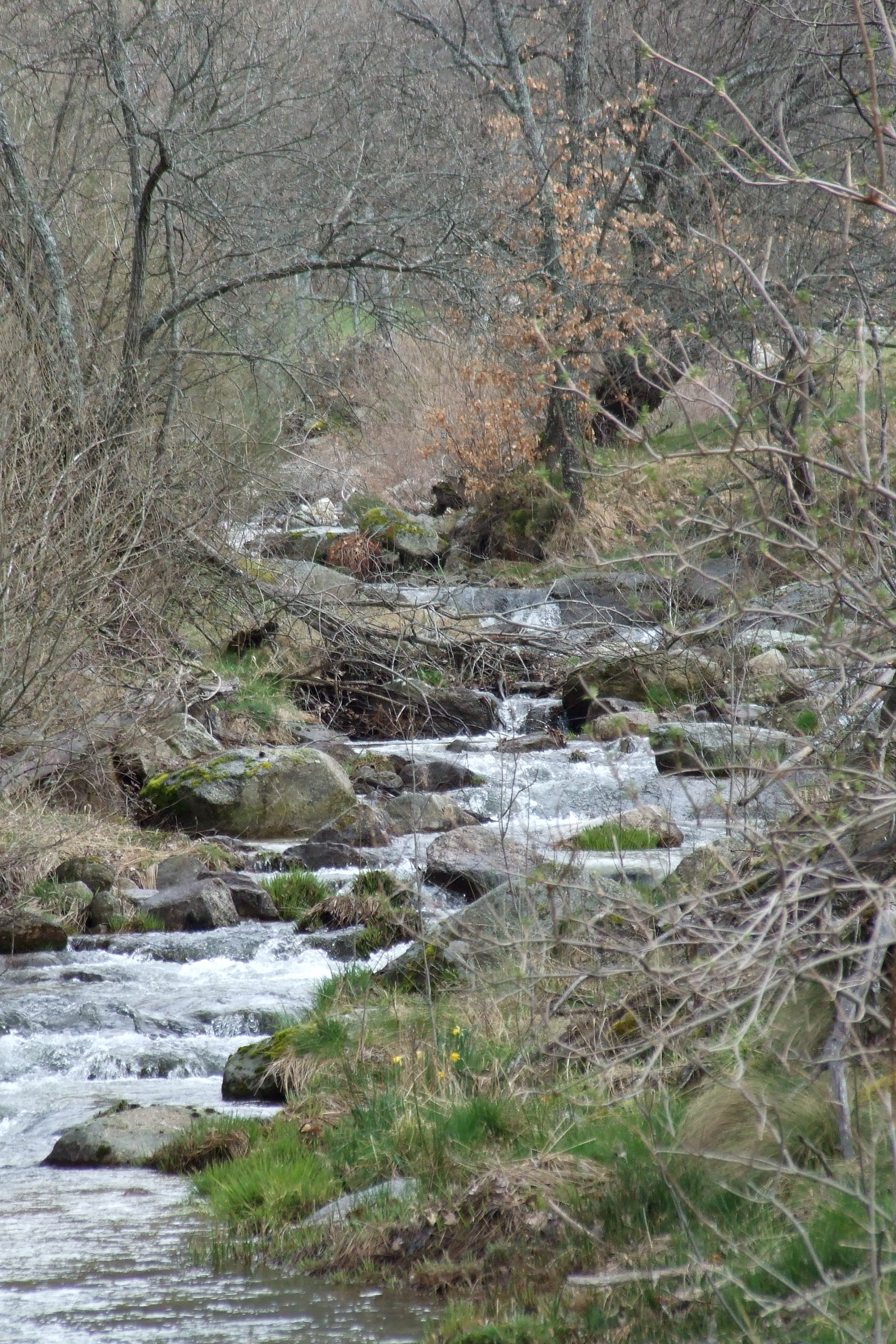
Curso alto del río Corneja (Navacepedilla de Corneja).

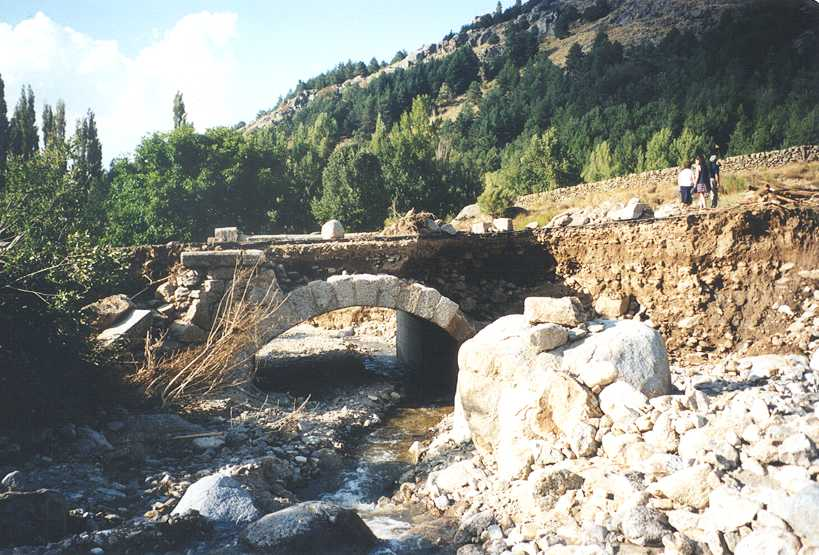
El puente del río de la Gargantilla tras la riada del 1 de septiembre de 1999.

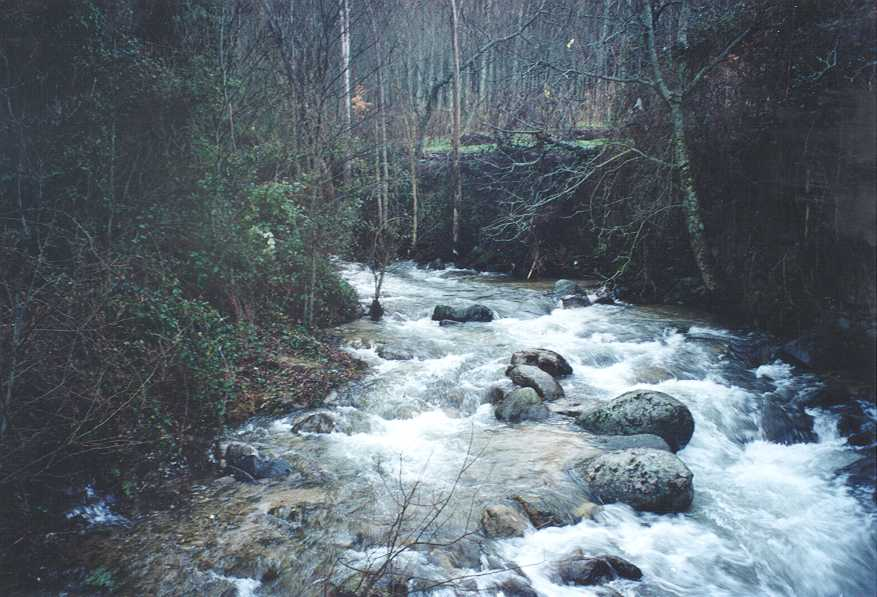
Curso medio del río Corneja (Villafranca de la Sierra).

Seguidamente transcurre por las inmediaciones de Navacepedilla de Corneja, recogiendo las aguas, por la izquierda, del arroyo del Puerto Chía. Al pasar por el enclave de La Tejera, en el límite de los términos municipales de Navacepedilla de Corneja y Villafranca de la Sierra, recibe las aguas, por la izquierda, del río de la Gargantilla (arroyo Guareña), con sus abruptas cascadas conocidas como Los Chorrerones, procedente de la ladera septentrional de la Sierra de Villafranca, un arroyo con historia pues la propiedad de sus aguas ha sido tradicionalmente objeto de reyerta entre municipios colindantes, y aún hoy han ocasionado más de un serio desencuentro entre los propios vecinos de Villafranca. 
Aquí es donde se puede contemplar un molino harinero, el de Tío Alberto, magníficamente conservado por D. Alberto Jiménez Montenegro hasta su fallecimiento acaecido en los albores del siglo XXI, y que en la actualidad puede ser visitado por el público. Después se suceden decenas de molinos centenarios por la ribera del río, muchos de ellos abandonados, en condiciones ruinosas. Su estado actual casi no permite adivinar lo que la industria de la molienda significó durante siglos para el municipio de Villafranca de la Sierra. A mediados del siglo XVIII según aparece en el censo realizado en tiempos del Marqués de la Ensenada existían plenamente operativos 20 molinos y 2 batanes en el municipio. 

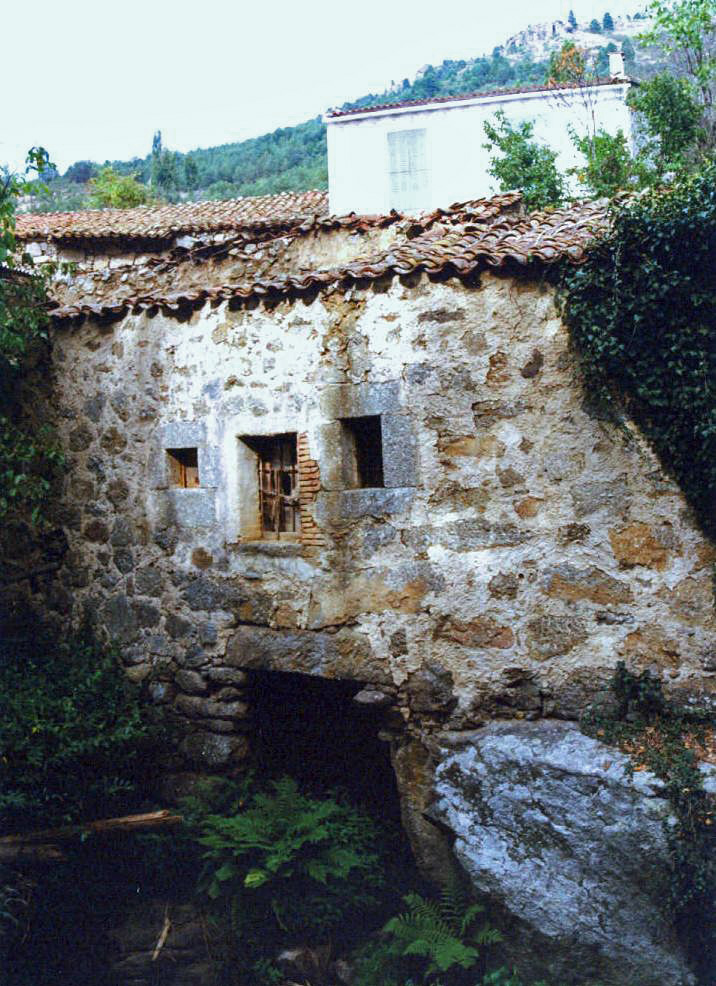
Molino de la Rata (hacia el año 1995).

La riada del 1 de septiembre de 1999, la peor de las recordadas en la comarca, se llevó consigo cientos de árboles centenarios y contribuyó muy negativamente a la conservación del patrimonio etnográfico que constituyen los molinos hidráulicos. Uno de los molinos seriamente perjudicados fue el de La Rata o de Tío Esteban, que a mediados del siglo XX incorporó uno de los primeros alternadores de la zona para generar electricidad. 
Esta gran avenida no ha sido la única. El párroco de la Villa, Fr. Francisco González Girón, el 16 de julio de 1701, escribió en el último folio del Libro 21 de Difuntos un buen relato de una gran tormenta: «Martes doce de julio de 1701, entre nueve y diez de la mañana, cayó tan grande tempestad de granizo en el Puerto de Chía, que bajó a dicha hora por el río Corneja una avenida tan grande que se llevó una casa en Navacepeda; a todos los molinos y presas de la Ribera de esta villa de Villafranca los destruyó; se llevó ganados de todo género; arruinó linares, huertas y prados; arrancó y se llevó árboles muy fuertes, peñas de gran peso; se llevó y arrancó de cuajo los puentes de La Ribera y la del camino que va de esta villa a la de Bonilla...». Nuevamente el refranero popular vuelve a acertar: «Al cabo de los años mil, vuelven las aguas por donde solían ir». Y sin esperar a los mil.

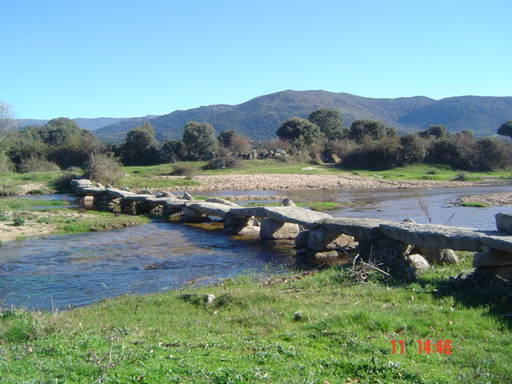
Puente de lanchas sobre el Corneja (Villar de Corneja).

A continuación por la margen izquierda se incorpora el caudal del arroyo de Pinarnegrillo. Después de alcanzar la población de La Ribera las aguas van remansándose lentamente y formando pozas que son utilizadas por los bañistas para refrescarse de los calores estivales. Cerca de La Ribera se encuentra la casa-estudio de Benjamín Palencia, donde el pintor se instaló después de la Guerra Civil y llevó a cabo sus mejores obras hasta su muerte acaecida en 1980. Aproximadamente 1 km aguas abajo encontramos la localidad de Villafranca de la Sierra, cabeza de Señorío y una de las villas más antiguas de la provincia de Ávila y de España.
Antes de entregar sus aguas en el Tormes llega a Villar de Corneja, donde repite la hazaña del Guadiana y desaparece en unos arenales para luego volver a aparecer y terminar desembocando en el Tormes entre los términos municipales de La Horcajada y Navamorales.

## Protección medioambiental
- La totalidad del río está protegido ambientalmente, en su tramo alto formando parte del Espacio natural de las Sierras de la Paramera y Serrota y en el resto del LIC Riberas del Río Tormes y afluentes, pertenecientes ambos a la Red Natura 2000 de Castilla y León.

## Municipios que atraviesa

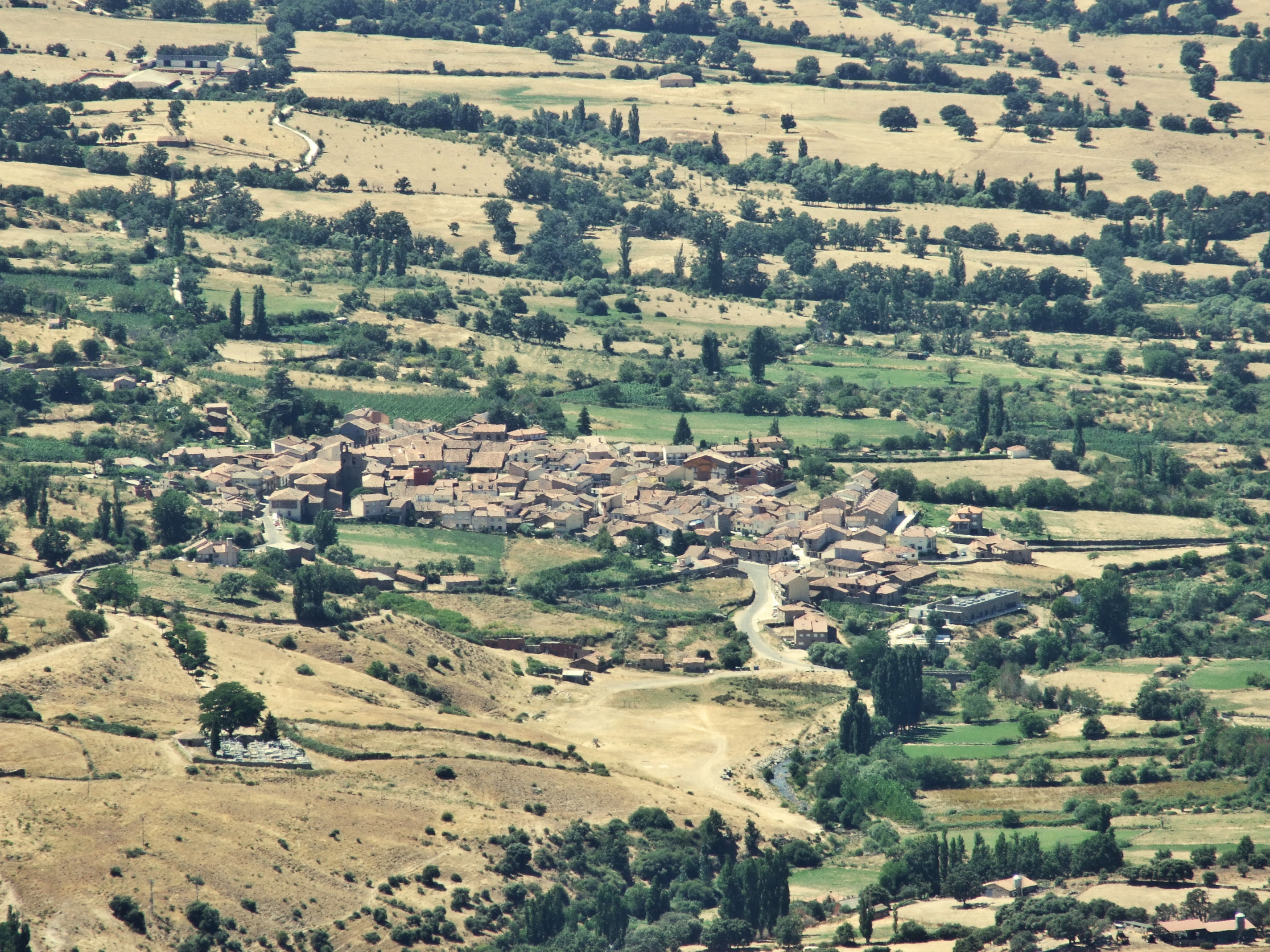
Localidad de Villafranca de la Sierra.

- Villafranca de la Sierra.
- Navacepedilla de Corneja.
- San Miguel de Corneja.
- Bonilla de la Sierra.
- Mesegar de Corneja.
- Piedrahíta.
- Malpartida de Corneja.
- San Bartolomé de Corneja.
- Santa María del Berrocal.
- Hoyorredondo.
- Villar de Corneja.
- La Horcajada.
- Navamorales.